# Église Saint-Michel de Mauvezin
L'église Saint-Michel de Mauvezin est une église catholique située à Mauvezin, en France.

## Localisation
L'église est située dans le département français du Gers, sur la commune de Mauvezin.

## Présentation
La construction de l'édifice date du XIIIe siècle. L'église a été en partie démolie pendant les guerres de Religion et fut reconstruite en 1829.
Le clocher tour est classé au titre des monuments historiques en 1930.

### Le clocher tour
Le clocher se compose de plusieurs parties bien distinctes: 
- En partie basse: une tour carrée.
- En partie haute: le clocher octogonal à deux étages.

## Description

### Extérieur

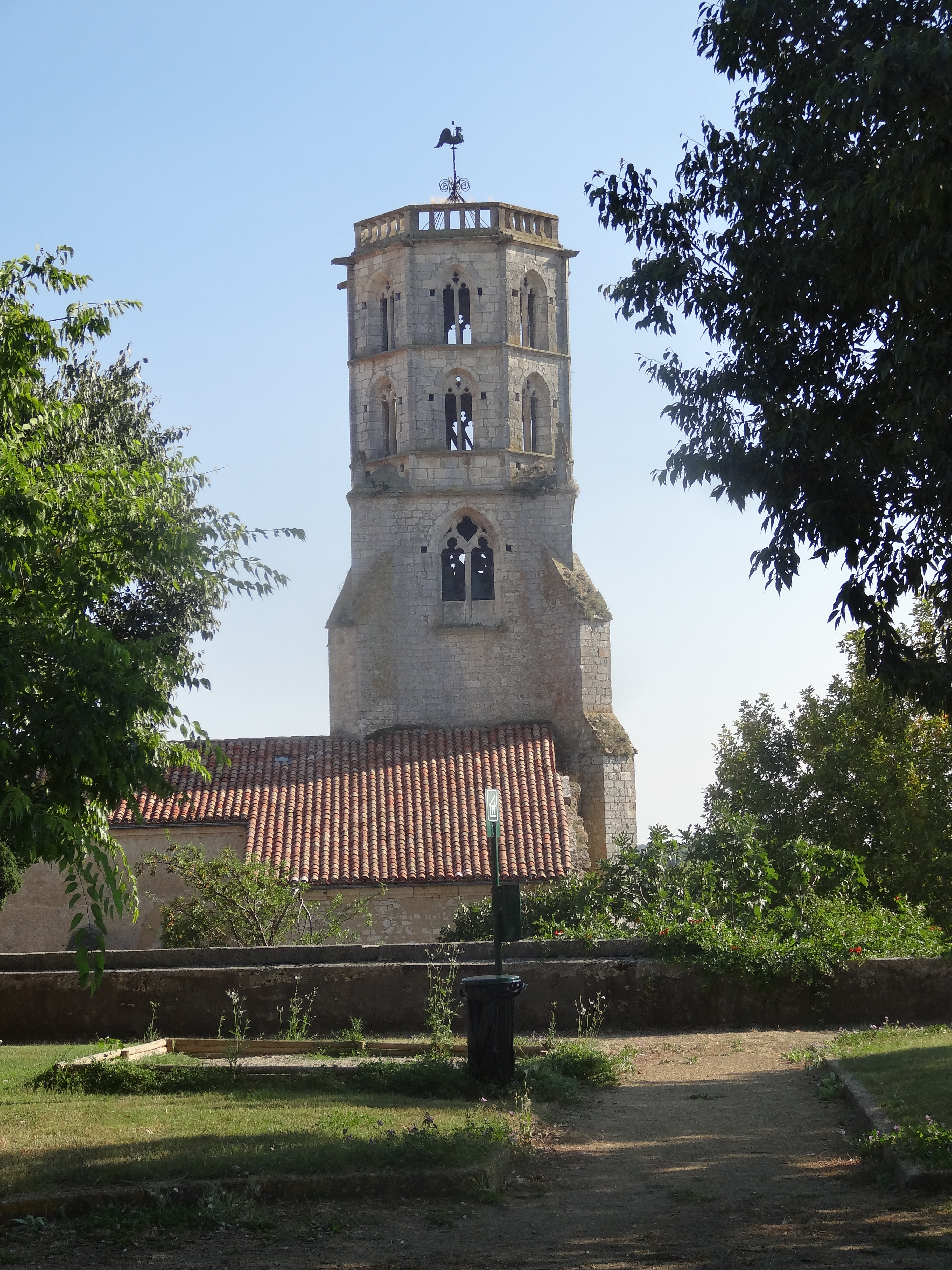
Le clocher vue depuis la promenade du château.
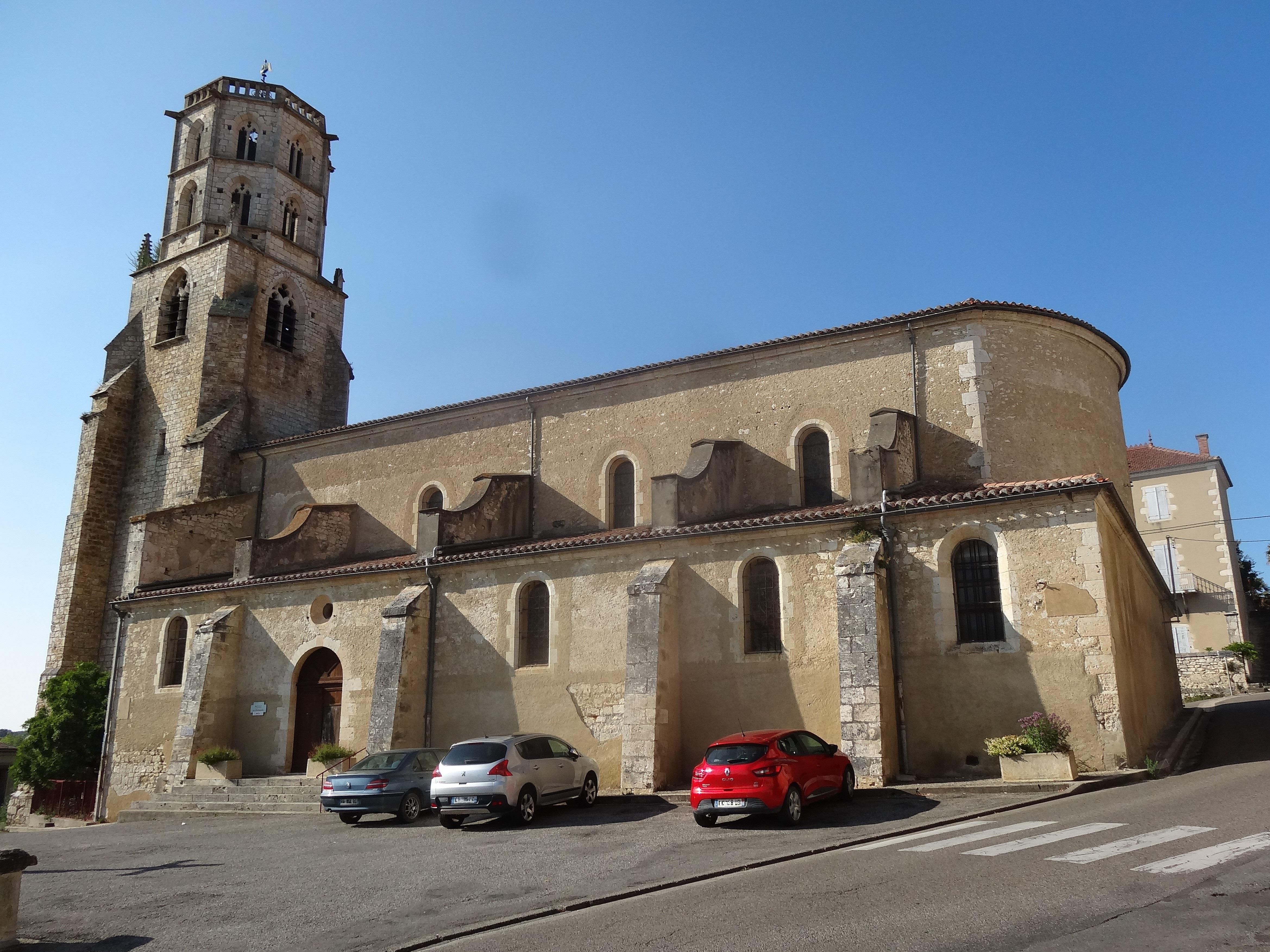
Vue du sud.
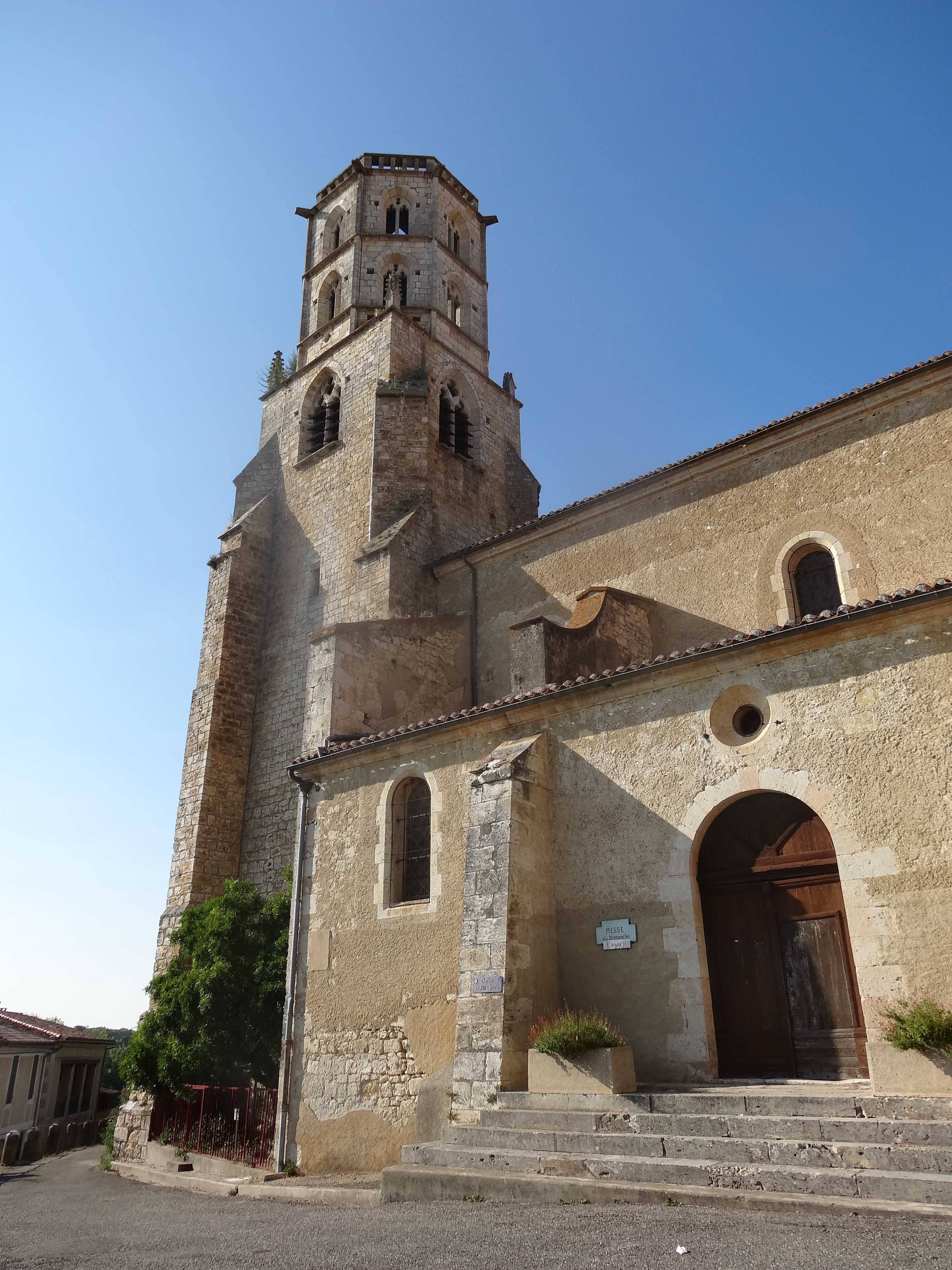
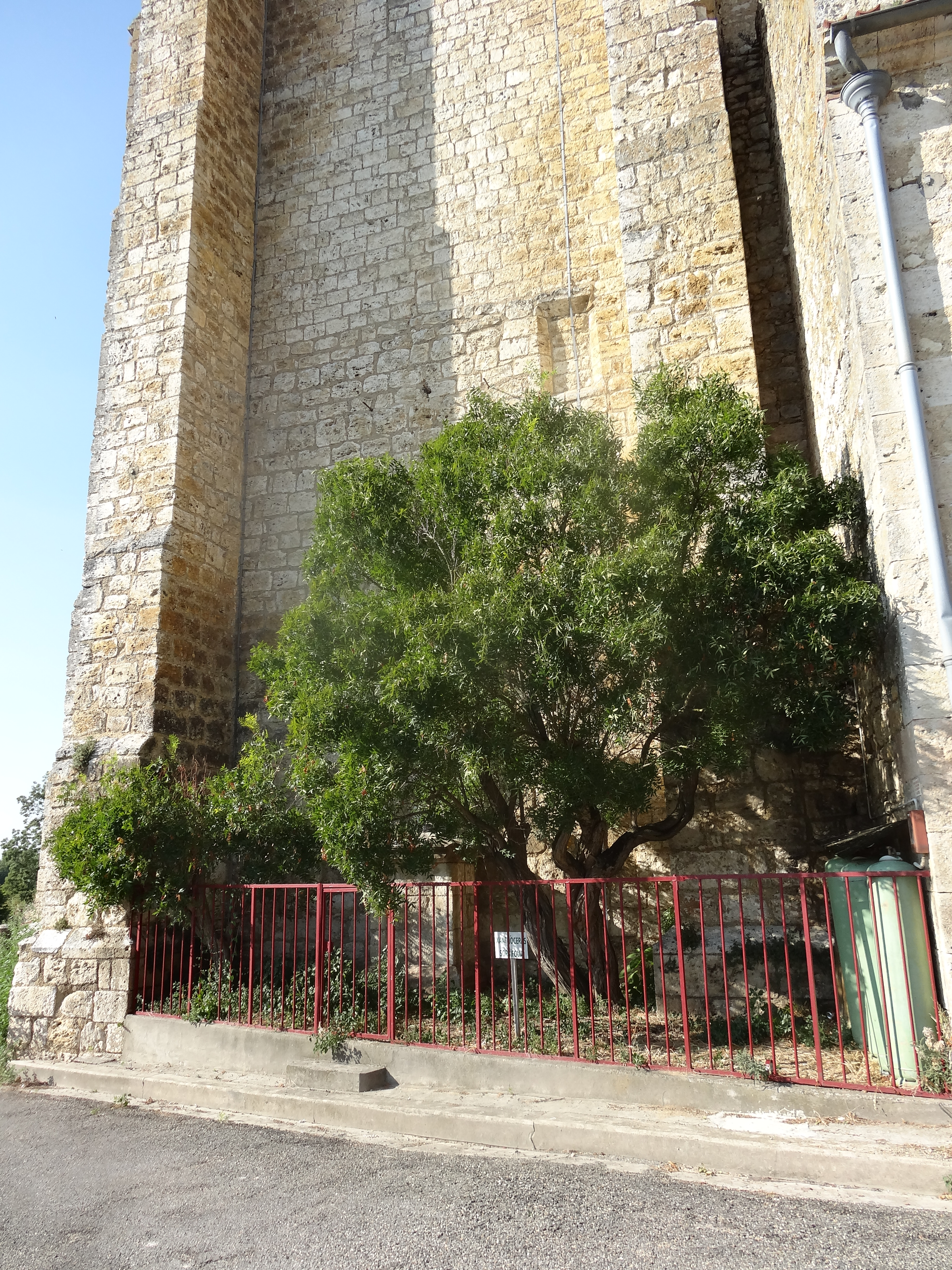
Xanthoceras sorbifolia situé au pied du clocher de l'église

### Intérieur

#### Lanefet lechœur
L'ancien Maître autel
L'ancien Maître autel et le tabernacle sont en marbre rose et blanc.
Une statue de saint Michel archange terrassant le dragon est posée sur le tabernacle au centre.
L'ancien Maître autel est surmonté d'un baldaquin, autour duquel trois statues sont présentes.
Le nouveau Maître autel
Le nouveau Maître autel a été mis en place après le Concile Vatican II, ainsi le prêtre célèbre la messe face aux fidèles. Il est en bois sculpté et doré, sur la façade est représenté l'Agneau de Dieu.

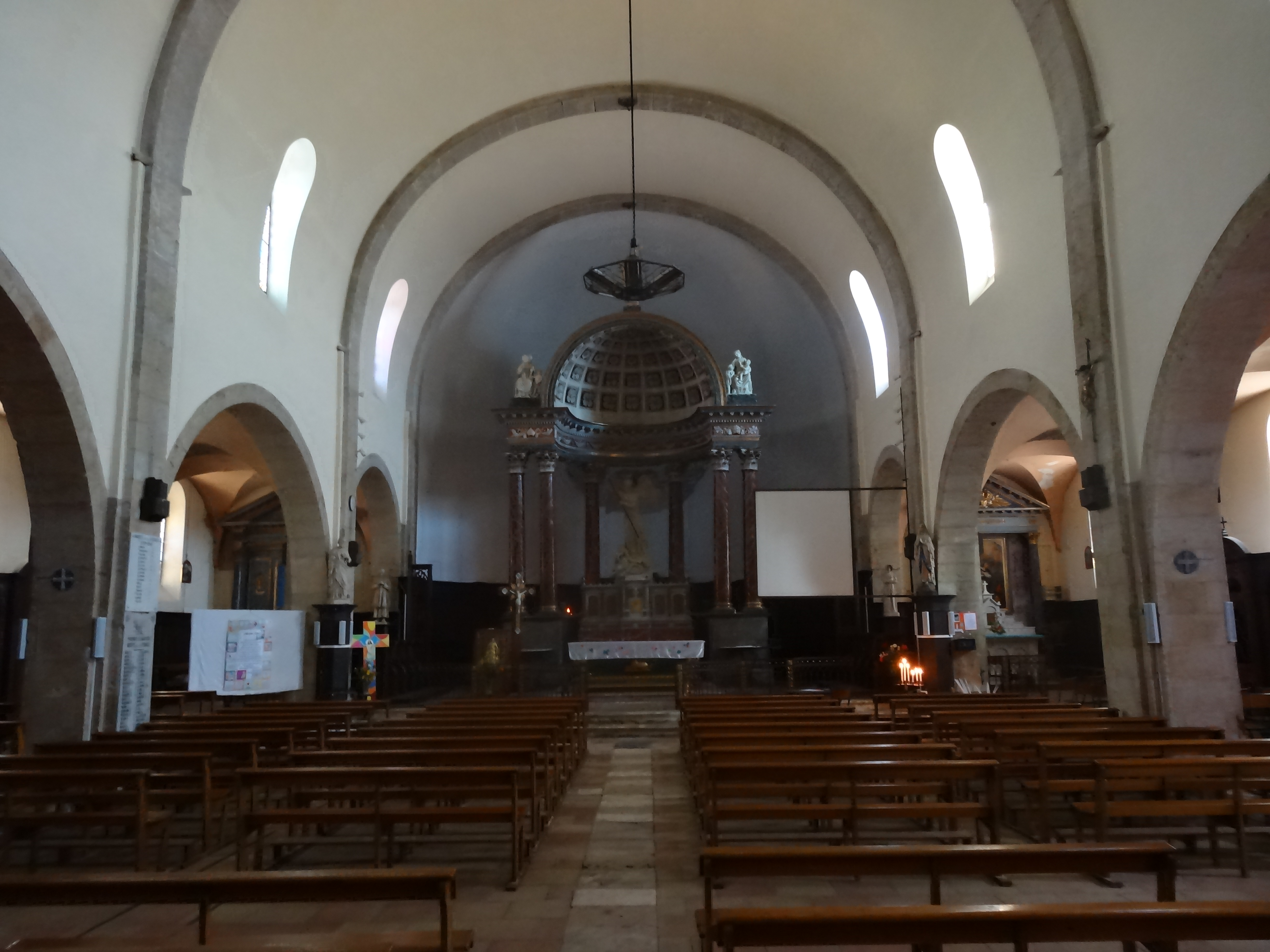
La nef et le chœur
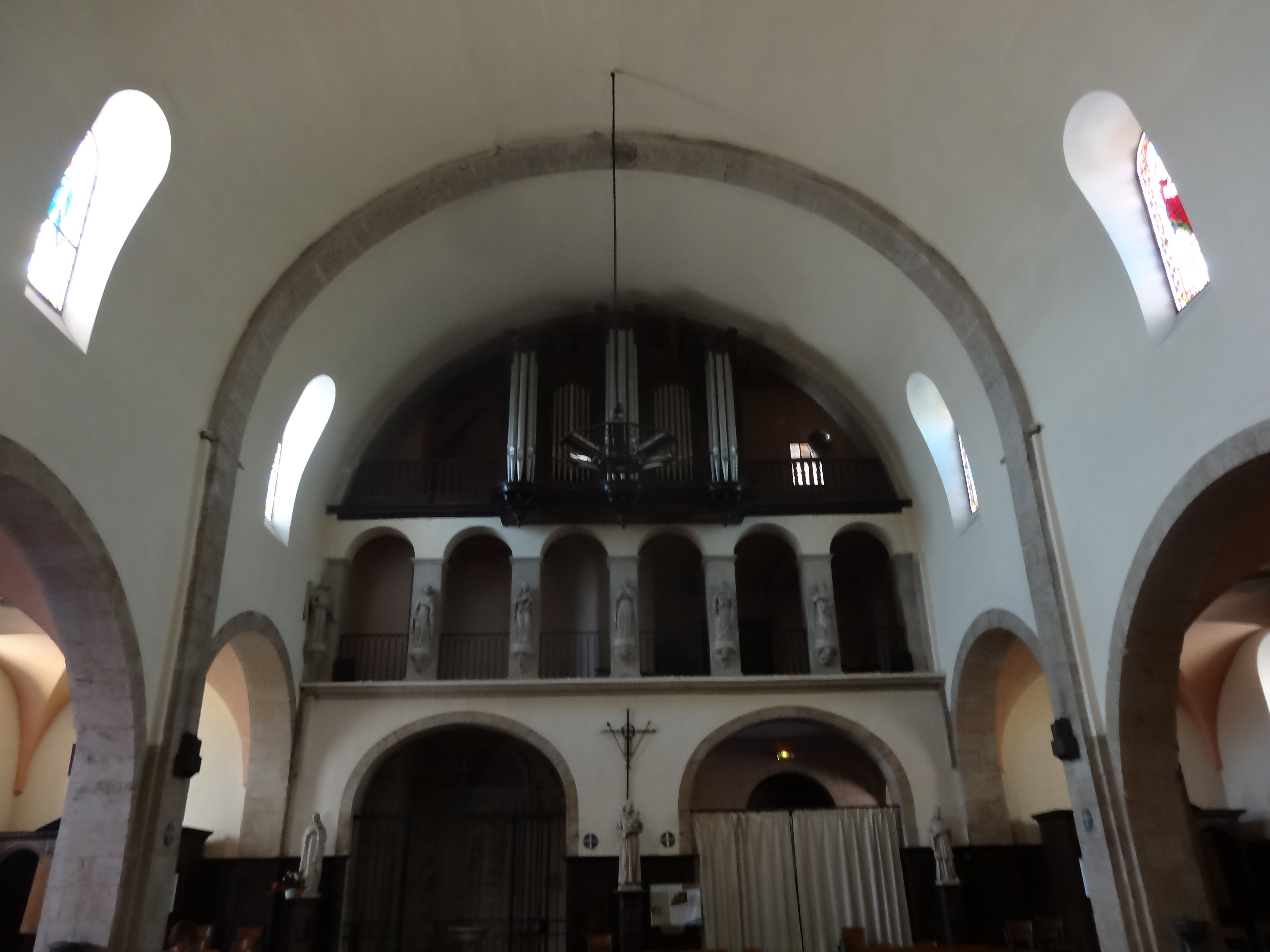
Partie arrière de la nef avec l'orgue
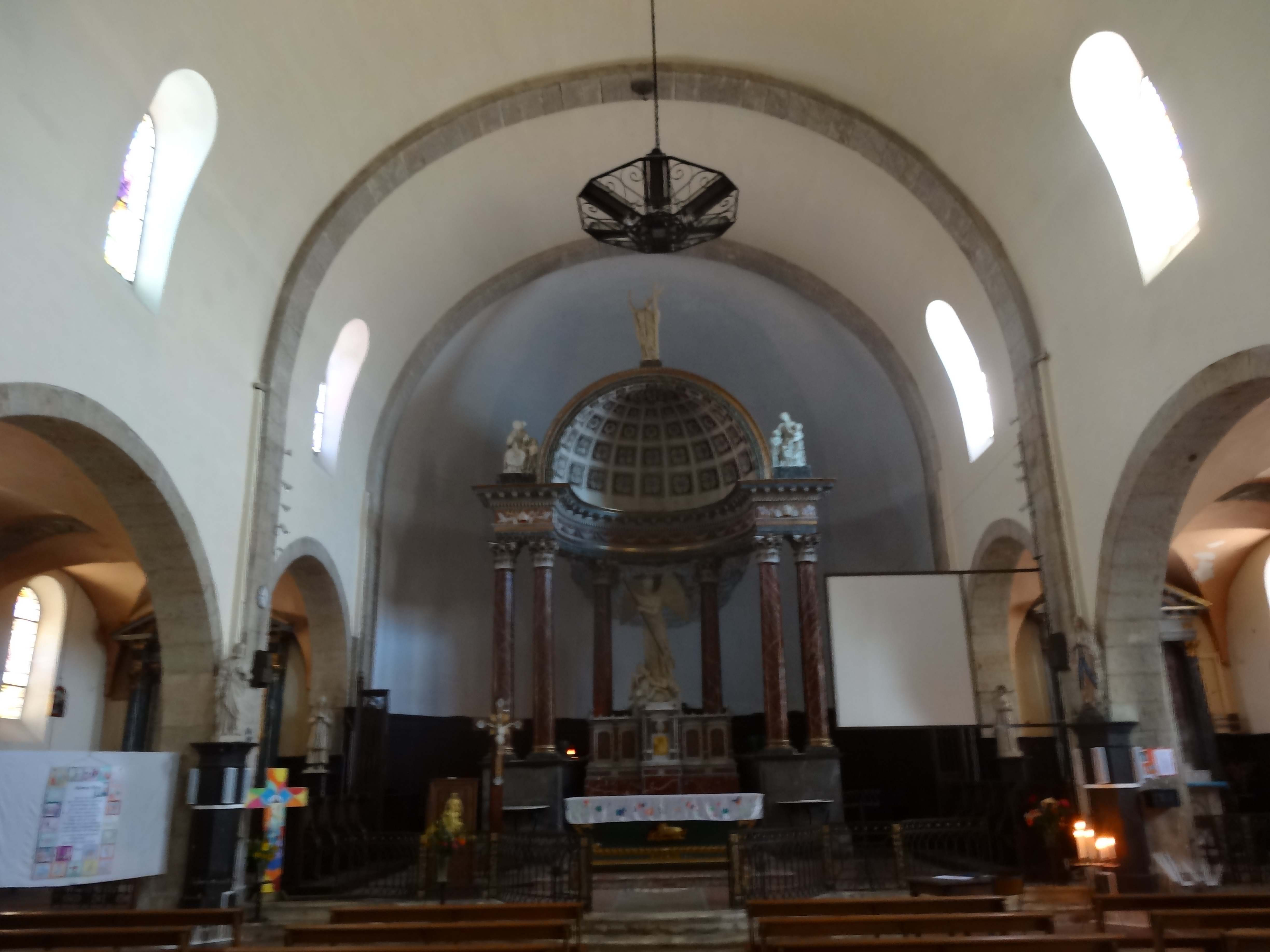
Le chœur
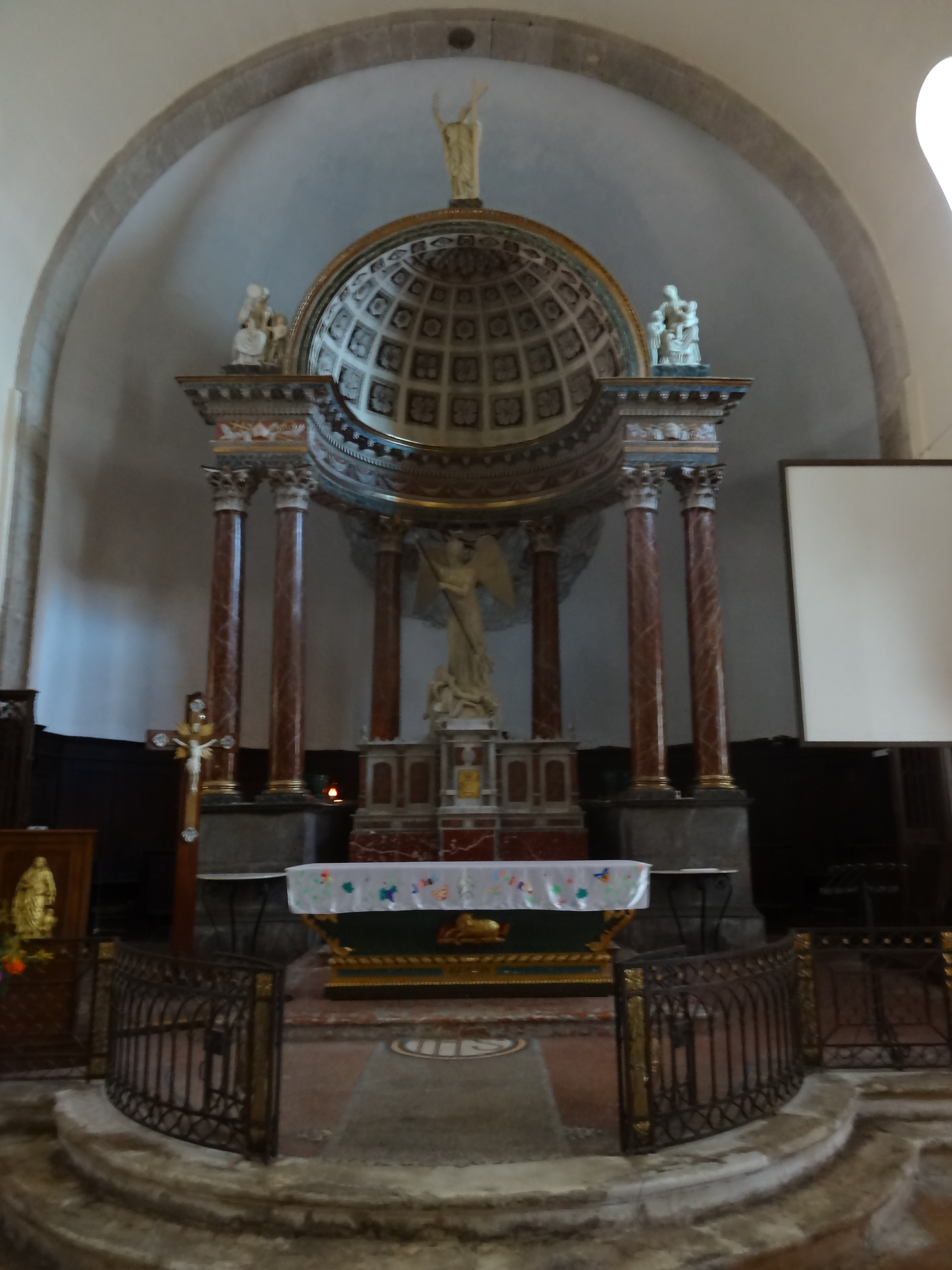
L'ancien maître autel à baldaquin et le tabernacle. Le nouveau maître autel
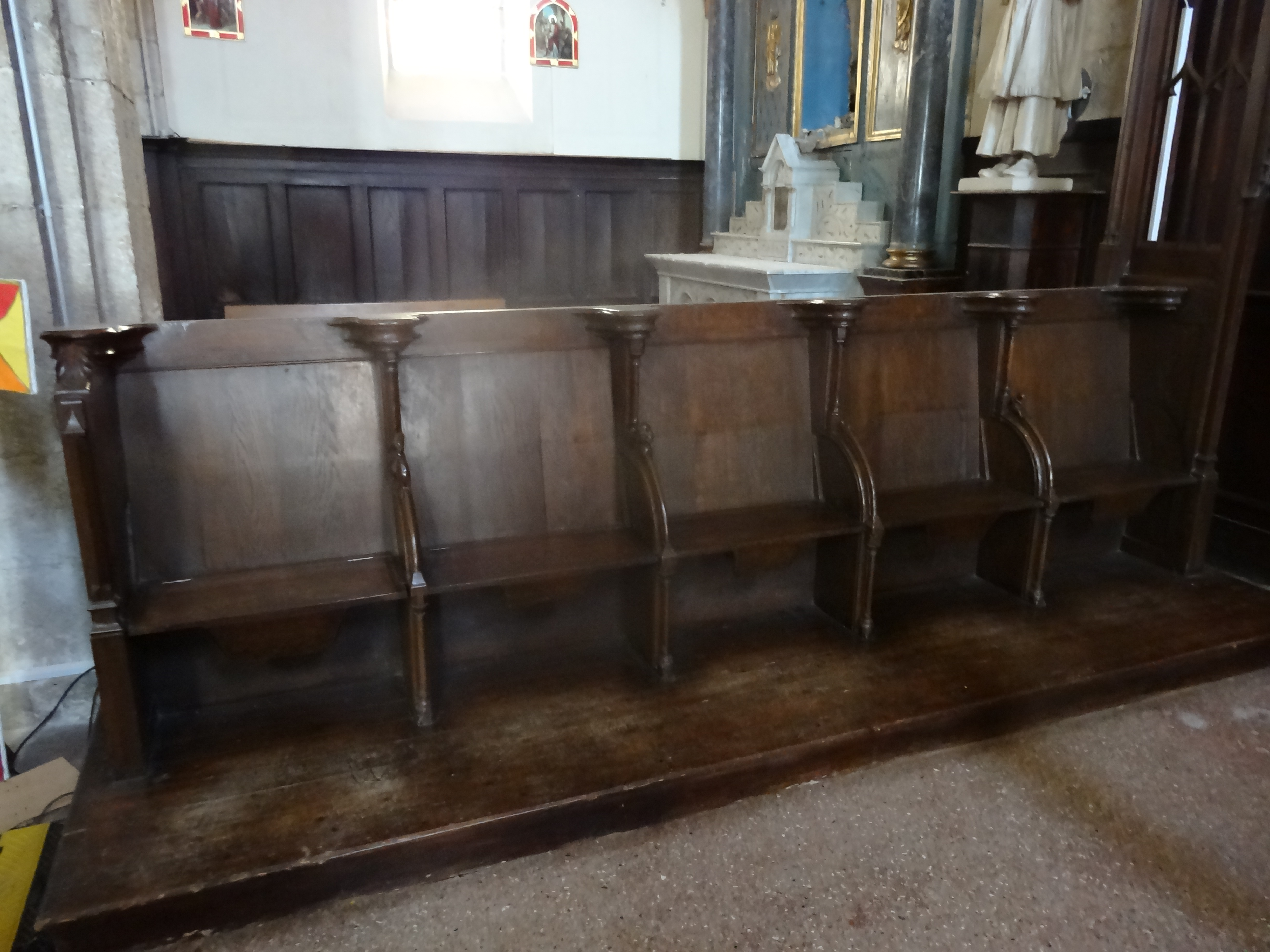
Les stalles gauche du chœur

#### Lesvitrauxde la nef
Les vitraux ont été réalisés par l'atelier Gustave Pierre Dagrant à Bordeaux en 1890 (voir la signature sur le vitrail de la dévotion au Sacré-Cœur de Jésus).

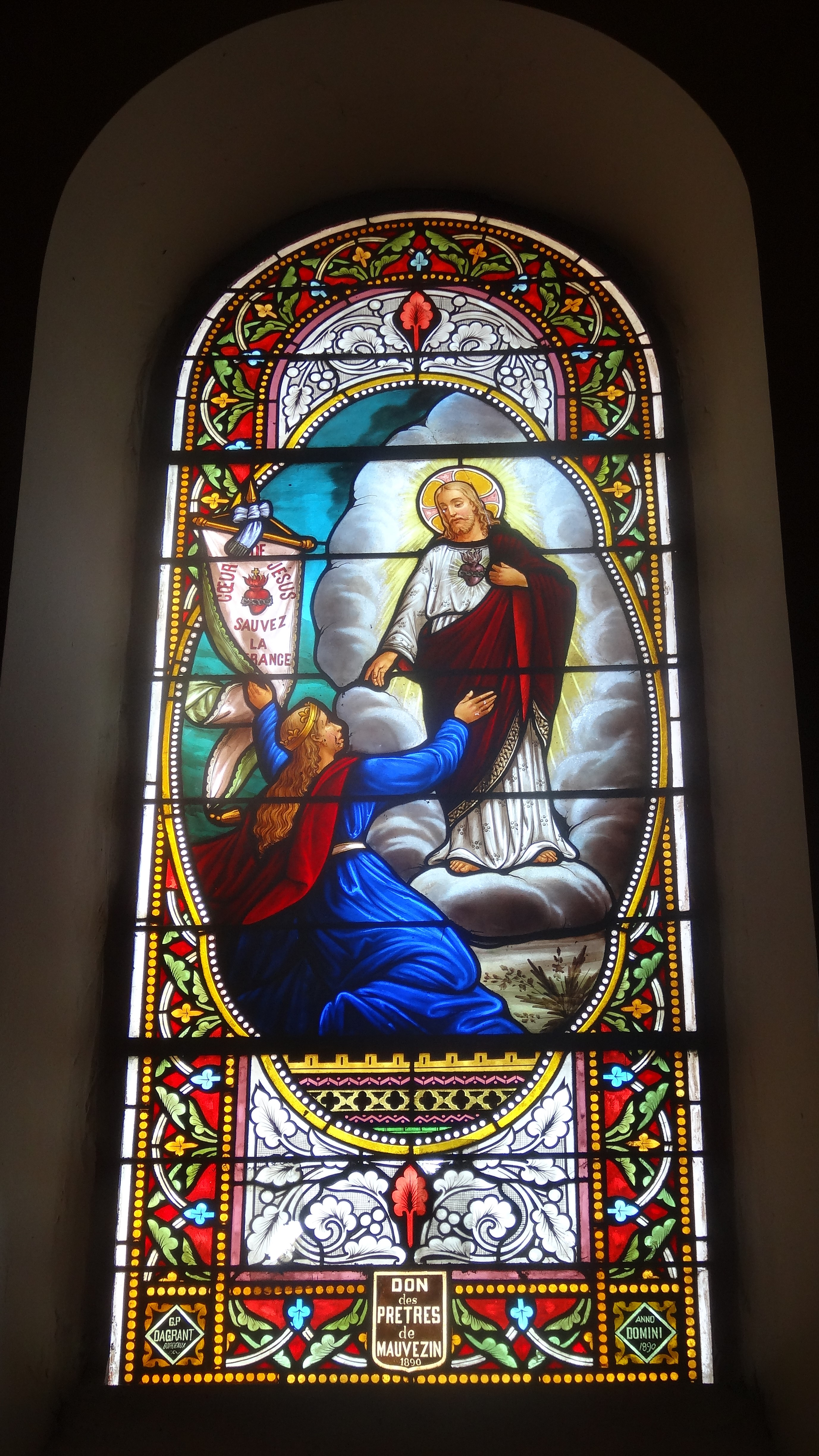
Dévotion au Sacré-Cœur de Jésus
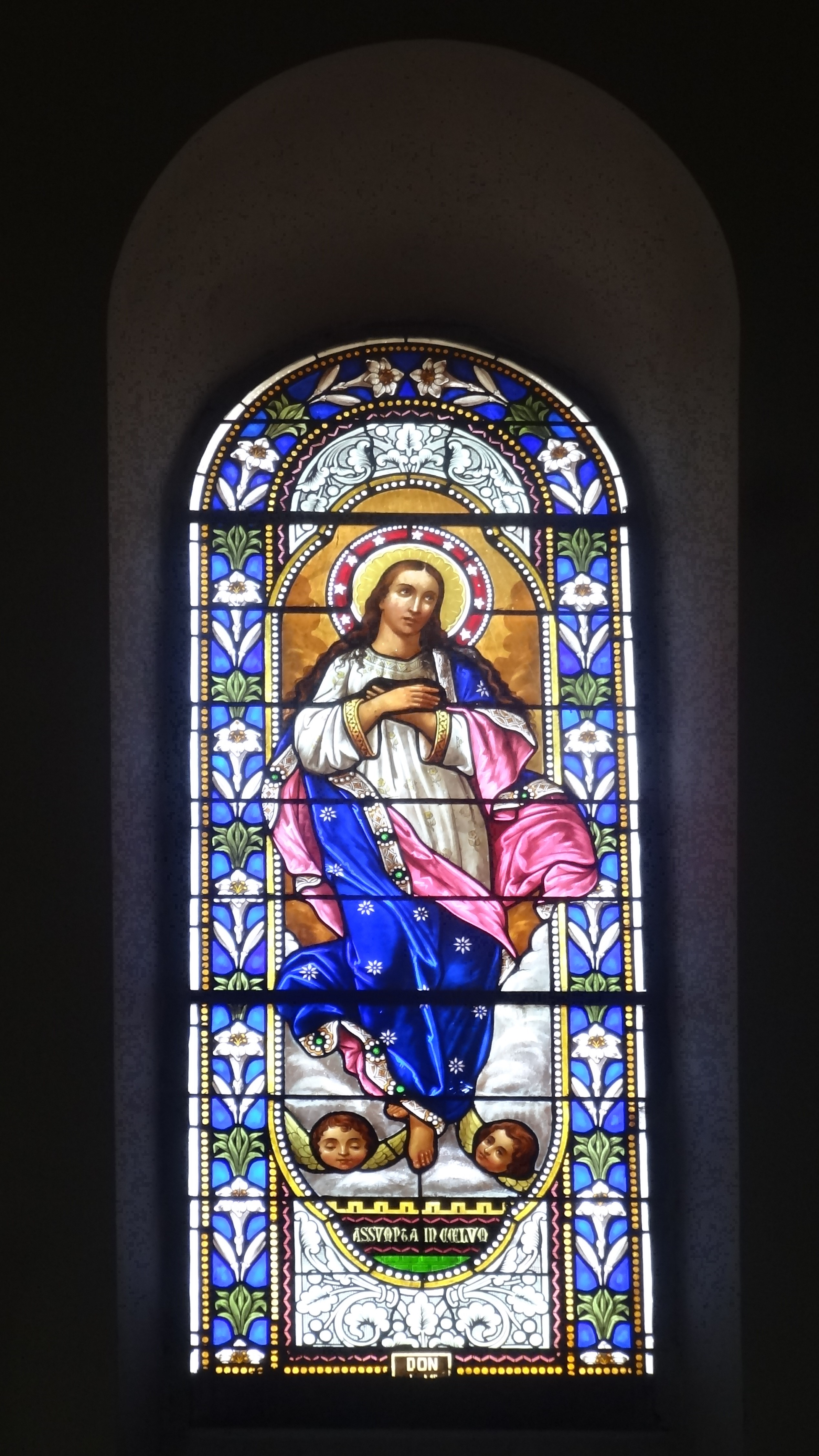
L'Assomption de Marie
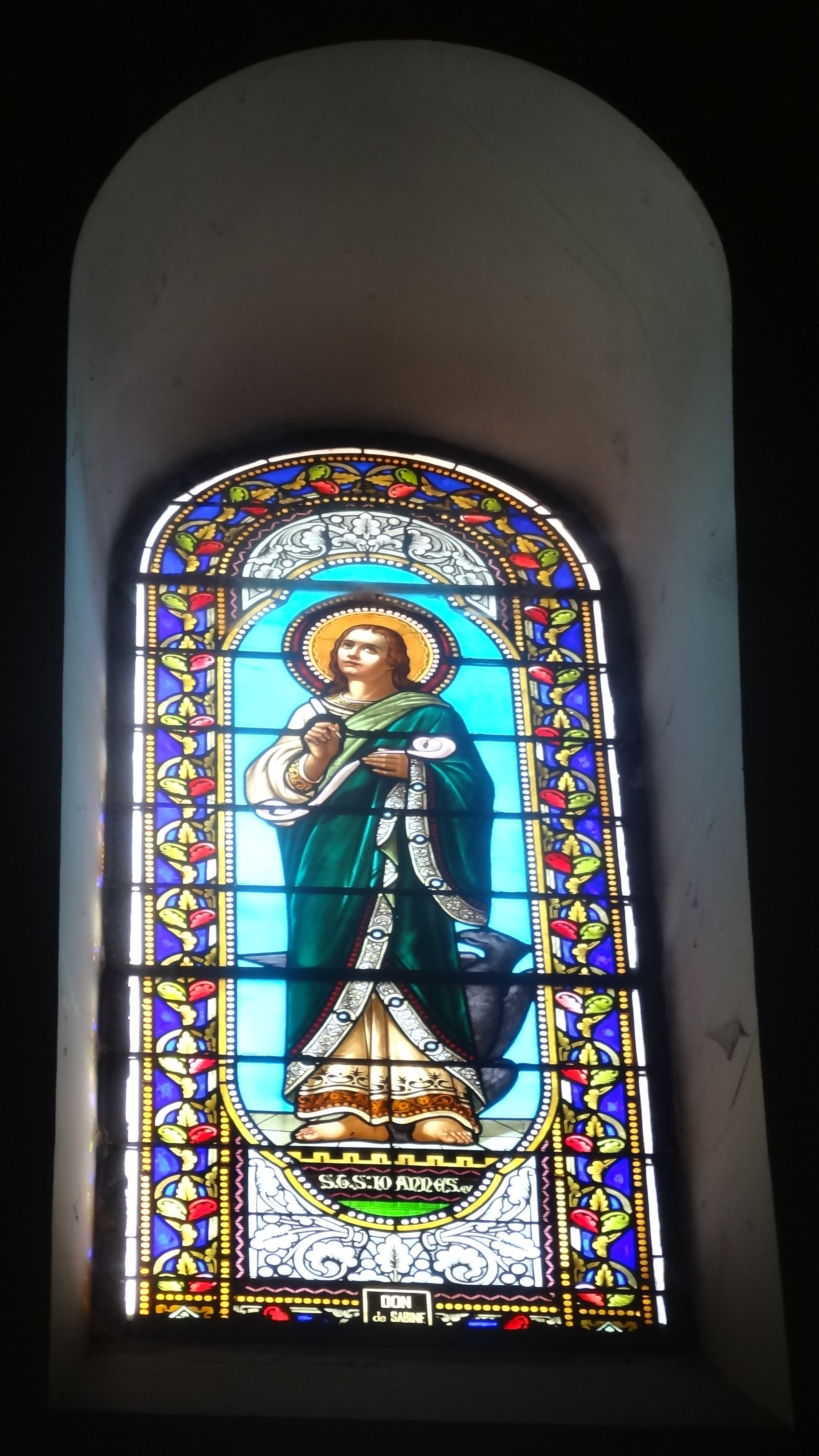
Saint Jean l'évangéliste

#### L'orgue
L'église possède un orgue en partie arrière de la nef daté de 1866.

## Mobilier
Sont inscrits à l'inventaire des monuments historiques :
- Un tableau de saint Dominique peint par l'artiste tarbais Morlan[3] et daté de 1812[4].
- Un tableau de la crucifixion peint par l'artiste Bénazet et daté de 1797[5].